# Jangan-myeon, Hwaseong
Jangan-myeon (koreanska: 장안면) är en socken i den nordvästra delen av Sydkorea,  60 km sydväst om huvudstaden Seoul. Den ligger i kommunen Hwaseong i provinsen Gyeonggi.